# 罗田世大夫第
28°45′07″N 115°36′14″E / 28.75194°N 115.60389°E
罗田世大夫第位于中国江西省南昌市安义县石鼻镇罗田村，2006年被列为江西省文物保护单位。
罗田世大夫第建于清乾隆辛巳年（1762年），坐东朝西，占地4400平方米，由十一幢房屋组成，整个建筑古朴端庄，规模宏大，室内装饰雕刻精美，具有较高的历史、艺术价值。
- 大门
- 门厅
- 正厅
- 阁楼